# Jagdgeschwader 4
Jagdgeschwader 4 (dobesedno slovensko: Lovski polk 4; kratica JG 4) je bil lovski letalski polk (Geschwader) v sestavi nemške Luftwaffe med drugo svetovno vojno.

## Organizacija
- štab
- I. skupina
- II. skupina
- III. skupina
- IV. skupina

## Vodstvo polka
Poveljniki polka (Geschwaderkommodore)
- Major Gerhard Schöpfel: 15. junij 1944
- Oberleutnant Gerhard Michalski: 6. avgust 1944